# Баварія (Мюнхен)
«Бава́рія» (нім. Fußball-Club Bayern München e. V.) — німецький футбольний клуб із Мюнхена. Виступає в Бундеслізі, найвищому дивізіоні в системі футбольних ліг Німеччини. Найуспішніший клуб в історії німецького футболу, який 33 рази ставав чемпіоном країни, включаючи одинадцять перемог поспіль з 2013 по 2023 роки, 20 разів виграв Кубок Німеччини, а також має численні європейські трофеї.
«Баварія» була заснована в 1900 році. Незважаючи на те, що команда вперше стала чемпіоном у 1932 році, вона не була запрошена до Бундесліги під час її заснування в 1963 році. Клуб досяг успіху в середині 1970-х років, коли під капітанством Франца Бекенбауера «Баварія» тричі поспіль виграла Кубок європейських чемпіонів (1974–1976). Загалом «Баварія» виграла шість титулів Кубка європейських чемпіонів/Ліги чемпіонів УЄФА (рекорд для німецьких команд). Коли «Баварія» вшосте перемогла у фіналі Ліги чемпіонів УЄФА (2020), то вона здобула требл і стала другим європейським клубом, якому вдалося досягти цього двічі. Клуб також виграв по-одному Кубку УЄФА та Кубку володарів кубків, а також двічі здобули Суперкубок УЄФА, Клубний чемпіонат світу та Міжконтинентальний кубок, що робить його одним із найуспішніших європейських клубів на міжнародному рівні та єдиним німецьким клубом, який виграв обидва міжнародні трофеї. Гравці «Баварії» отримали по-п'ять нагород «Золотого м'яча» та «Золотої бутси», а також три нагороди «Найкращий футболіст року в Європі» за версією УЄФА.
Вигравши Клубний чемпіонат світу 2020 року, «Баварія» стала другим клубом, який здобув усі можливі трофеї протягом одного календарного року (вигравши національний чемпіонат, Кубок і Лігу чемпіонів в одному сезоні, а в наступному – внутрішній Суперкубок, Суперкубок УЄФА та Клубний чемпіонат світу). «Баварія» є одним із п'яти клубів, які виграли всі три головні клубні турніри УЄФА, і єдиним німецьким клубом, якому це вдалося. Клуб має традиційне місцеве суперництво із «Мюнхеном 1860» та «Нюрнбергом».
Починаючи від 2005 року «Баварія» проводить домашні ігри на «Альянц-Арені». Раніше команда 33 роки грала на мюнхенському Олімпійському стадіоні. Кольори команди — червоно-білі, а на емблемі також присутній біло-блакитний прапор Баварії.

## Історія

### Створення
27 лютого 1900 р. члени футбольної секції гімнастичного союзу «MTV 1879 München» вирішили відділитись від союзу і створити власну, суто футбольну команду. Її назвали «Bayern» (німецька назва землі Баварія, столицею якої є Мюнхен). Клуб став одним з найсильніших і найпопулярніших команд міста (тоді й почалася принципова ворожнеча з іншим серйозним мюнхенським колективом — «Мюнхеном 1860»).

### Період до 1945
Перший представник «баварців» у збірній Німеччини, правий крайній нападник Макс Габлонскі дебютував у головній команді країни 1910 року. Національні змагання аж до створення Бундесліги (у 1963 р.) відбувалися за складною багатоступеневою схемою. Щоб боротися за чемпіонство, треба було спочатку виграти чемпіонат Південної Баварії, (з сезону 1923/24 всієї Баварії), потім — змагання у південнонімецькій фінальній групі. Лише тоді клуб виходив у вирішальний плей-оф, де й розігрували титул чемпіона Німеччини. Але тогочасними лідерами баварського футболу були «Нюрнберг» і «Фюрт», а «Баварія» вдало грала лише у південнобаварській першості. У період до Першої світової війни клуб тренували виключно англійці або шотландці — саме в цих країнах тоді найактивніше розвивали футбольну тактику і стратегію.
Першим великим досягненням «Баварії» став вихід у 1/2 фіналу всенімецької першості у сезоні 1927/28 та перемога у чемпіонаті Баварії, добрий виступ у південнонімецькому турнірі й вихід у плей-оф. Там вони обіграли «Ваккер Галле» (3:0), в 1/4 — «Кельн» (5:2), але у півфіналі поступились майбутньому переможцю «Гамбургу» — 2:8. Після цього «баварці» 5 разів поспіль вигравали чемпіонат Баварії, але невдало виступали у південнонімецькій лізі. Зрештою, в сезоні 1931/32 клуб знову зумів вийти у плей-оф. В 1/8 фіналу з розіграшу вибили берлінську «Мінерву-93», у чвертьфіналі — «Поліцай Хемніц», а у півфіналі — «Нюрнберг». Фінал проходив у баварському місті Нюрнберг і більшість глядачів підтримувала земляків. На 35-й хв найкращий голеадор команди Оскар Рор забив з пенальті. Другий гол записав на свій рахунок Франц Крумм — 2:0, «Баварія» вперше стала чемпіоном Німеччини.
В січні 1933 р. влада перейшла до нацистів і президент «Баварії» єврей Курт Ландауер залишив свій пост. Партія фінансово підтримувала і симпатизувала певним клубам (наприклад, «Шальке 04», яке стало чемпіоном в 1934, 1935, 1937, 1939, 1940 і 1942 рр.), тоді як інші грошової допомоги не отримували. В столиці Баварії «Мюнхен 1860» належав до тих перших, а «Баварія» — до других. Клуб показував посередні результати.

### Післявоєнні роки
Кілька гравців загинуло на фронті, команда майже перестала існувати. В новоствореній південнонімецькій «Оберлізі-Зюд» Баварія була середняком і, навіть вибула у нижчу лігу (зайнявши останнє, 16-е місце). Щоправда, команда відразу повернулась у «Оберлігу» і в сезоні 1957 виграла Кубок Німеччини, перемігши у фіналі «Фортуну» (Дюссельдорф) з рахунком 1:0. В команді не було «зіркових» футболістів. Наприклад, на чемпіонаті світу 1954, який німці виграли, було двоє «баварців» і лише один з них виходив на поле (у 2 іграх).
В 1958 році в юнацькій команді з'явилося двоє хлопців: 14-річний Зепп Маєр і 13-річний Франц Бекенбауер.
На початку 60-х років колектив виступав стабільно і постійно був у трійці перших клубів південнонімецької першості.

### Створення Бундесліги
Ще з початку сторіччя, коли футбол в Німеччині тільки зароджувався, гравці були любителями, тобто офіційно заробляли на життя «позафутбольною» роботою. Тому влада суворо контролювала розміри премій, які видавали гравцям у їхніх клубах. Таке становище не задовольняло гравців і чимало найсильніших (Ран, Шиманяк, Шнеллінгер) виїжджало закордон.

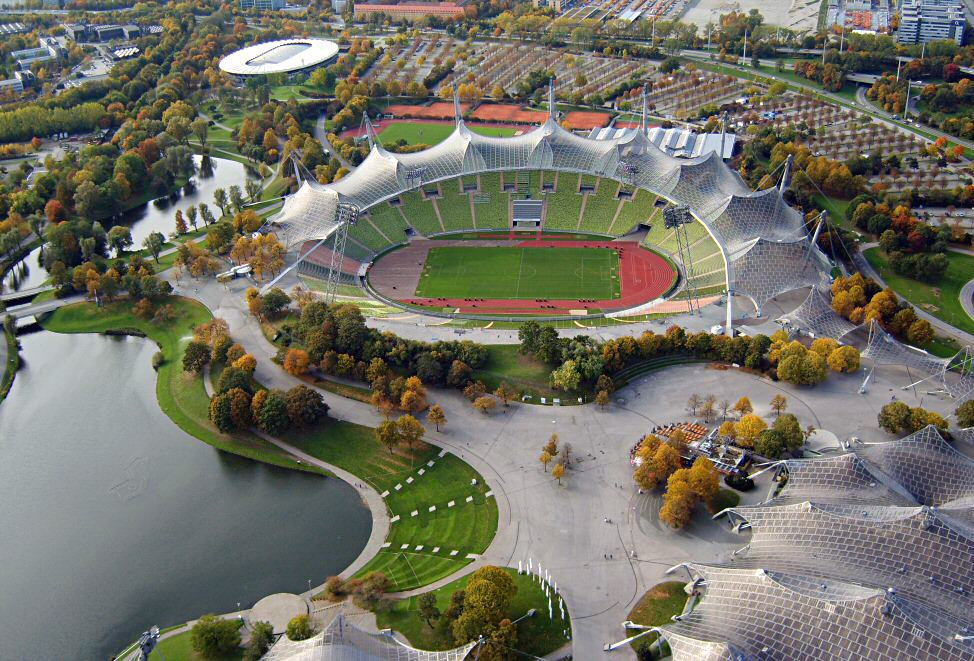
Олімпія-Штадіу — домашня арена «Баварії» з травня 1972 до травня 2005 року, фото 1999 рік

Відразу після ЧС 1962 (де німці вибули з боротьби у чвертьфіналі) Німецький футбольний союз оголосив про створення національної Бундесліги у сезоні 1963/64 і запровадження офіційного статусу для футболістів-професіоналів. Того ж 1962 року в «Баварії» змінився президент. Ним обрали Вільгельма Нойдеккера — людину, яка не хотіла купувати готових зірок, а планувала заохочувати якнайбільше перспективних місцевих гравців дуже хорошими умовами й платнею.
У новостворену лігу прийняли 16 команд. Південь мав бути представлений 5 командами. «Червоні» зайняли в «Оберлізі-Зюд» 3-є місце, тому сподівались наступний сезон грати вже в Бундеслізі. Але попри місця у попередньому чемпіонаті враховували виступи клубу за останні 10 років і присутність якісної інфраструктури. «Баварія» в цю п'ятірку не потрапила. Президент запросив югославського тренера Златко Чайковського. В сезоні 1964/65 молодий нападник Герд Мюллер забив 32 м'ячі у 26 матчах. На воротах стояв Маєр, а обороною керував Бекенбауер. Всі троє згодом дебютують у збірній Німеччини. Після двох років у «Регіональлізі-Зюд» (спочатку 2-а, згодом 1-а позиція) баварці підвищились у класі.
Перший сезон у Бундеслізі «червоні» закінчили третіми. Чемпіоном став один з лідерів тогочасного футболу фіналіст КВК-1965 «Мюнхен 1860». Бекенбауера за підсумками сезону визнали найкращим футболістом Німеччини.

## Стадіон
У 1911—1972 рр. команда грала на одному з найстаріших стадіонів міста Грюнвельдері. До Літніх Олімпійських ігор 1972 р. у місті була зведена нова арена — Олімпійський стадіон. Трибуни арени та частина території олімпійського парку покриті гігантськими висячими перекриттями-оболонками архітектора Фрая Отто. Спочатку стадіон вміщував ~79 000 глядачів. Після численних реконструкцій, на національні змагання могло потрапити близько 69 000 осіб, а на міжнародні — близько 59 000.
У 2002 р. спільно із Мюнхеном 1860 було розпочато будівництво нового стадіону Альянц Арени. Спорудження завершене у 2005 р. В залежності від того, яка команда грає на стадіоні, арена змінює свою підсвітку: якщо власне Баварія — стадіон підсвічується червоним, якщо Мюнхен 1860 — блакитним, а якщо збірна Німеччини — білим.

## Дер Класікер
Дер Класікер — футбольний матч між дортмундською «Боруссією» і мюнхенською «Баварією». З моменту заснування Бундесліги, ці клуби є найбільш успішними серед футбольних команд у Німеччині. Дер Класікер — одне з найважливіших дербі у світовому футболі й найбільш очікувана подія німецького спортивного календаря.

## Досягнення
- Чемпіонат Німеччини:
  - Чемпіон (34): 1932, 1969, 1972, 1973, 1974, 1980, 1981, 1985, 1986, 1987, 1989, 1990, 1994, 1997, 1999, 2000, 2001, 2003, 2005, 2006, 2008, 2010, 2013, 2014, 2015, 2016, 2017, 2018, 2019, 2020, 2021, 2022, 2023, 2025
  - Віцечемпіон (10): 1970, 1971, 1988, 1991, 1993, 1996, 1998, 2004, 2009, 2012
- Володар Кубка Німеччини (20): 1957, 1966, 1967, 1969, 1971, 1982, 1984, 1986, 1998, 2000, 2003, 2005, 2006, 2008, 2010, 2013, 2014, 2016, 2019, 2020
- Володар Суперкубка Німеччини (11): 1987, 1990, 2010, 2012, 2016, 2017, 2018, 2020, 2021, 2022, 2025
- Володар Кубка ліги (6): 1997, 1998, 1999, 2000, 2004, 2007
- Переможець Ліги чемпіонів УЄФА / Кубка європейських чемпіонів УЄФА (6): 1974, 1975, 1976, 2001, 2013, 2020
- Володар Кубка володарів кубків (1): 1967
- Переможець Ліги Європи УЄФА / Кубка УЄФА (1): 1996
- Володар Суперкубка УЄФА (2): 2013, 2020
- Володар Міжконтинентального кубка (2): 1976, 2001
- Переможець Клубного чемпіонату світу (2): 2013, 2020
- Володар Audi Cup (2): 2011, 2013

## Склад команди
Станом на 2 травня 2025
| №  | Поз. | Нац.           | Гравець                |
| -- | ---- | -------------- | ---------------------- |
| 1  | ВР   | Німеччина      | Мануель Ноєр (капітан) |
| 2  | ЗХ   | Франція        | Дайо Упамекано         |
| 3  | ЗХ   | Південна Корея | Кім Мін Дже            |
| 6  | ПЗ   | Німеччина      | Йозуа Кімміх           |
| 7  | НП   | Німеччина      | Серж Гнабрі            |
| 8  | ПЗ   | Німеччина      | Леон Горецка           |
| 9  | НП   | Англія         | Гаррі Кейн             |
| 10 | НП   | Німеччина      | Лерой Зане             |
| 11 | НП   | Франція        | Кінгслі Коман          |
| 15 | ЗХ   | Англія         | Ерік Даєр              |
| 16 | ПЗ   | Португалія     | Жуан Пальїнья          |
| 17 | НП   | Франція        | Майкл Олізе            |
| 18 | ВР   | Ізраїль        | Даніель Перец          |

| №  | Поз. | Нац.       | Гравець                     |
| -- | ---- | ---------- | --------------------------- |
| 19 | ЗХ   | Канада     | Альфонсо Дейвіс             |
| 21 | ЗХ   | Японія     | Хірокі Іто                  |
| 22 | ЗХ   | Португалія | Рафаел Геррейру             |
| 23 | ЗХ   | Франція    | Саша Бой                    |
| 24 | ПЗ   | Хорватія   | Габріель Видович            |
| 25 | НП   | Німеччина  | Томас Мюллер (віце-капітан) |
| 26 | ВР   | Німеччина  | Свен Ульрайх                |
| 27 | ПЗ   | Австрія    | Конрад Лаймер               |
| 28 | ЗХ   | Німеччина  | Тарек Бухманн               |
| 40 | ВР   | Німеччина  | Йонас Урбіг                 |
| 42 | ПЗ   | Німеччина  | Джамал Мусіала              |
| 44 | ЗХ   | Хорватія   | Йосип Станішич              |
| 45 | ПЗ   | Німеччина  | Александар Павлович         |

## Відомі гравці
- Вернер Ольк (1960–1970)

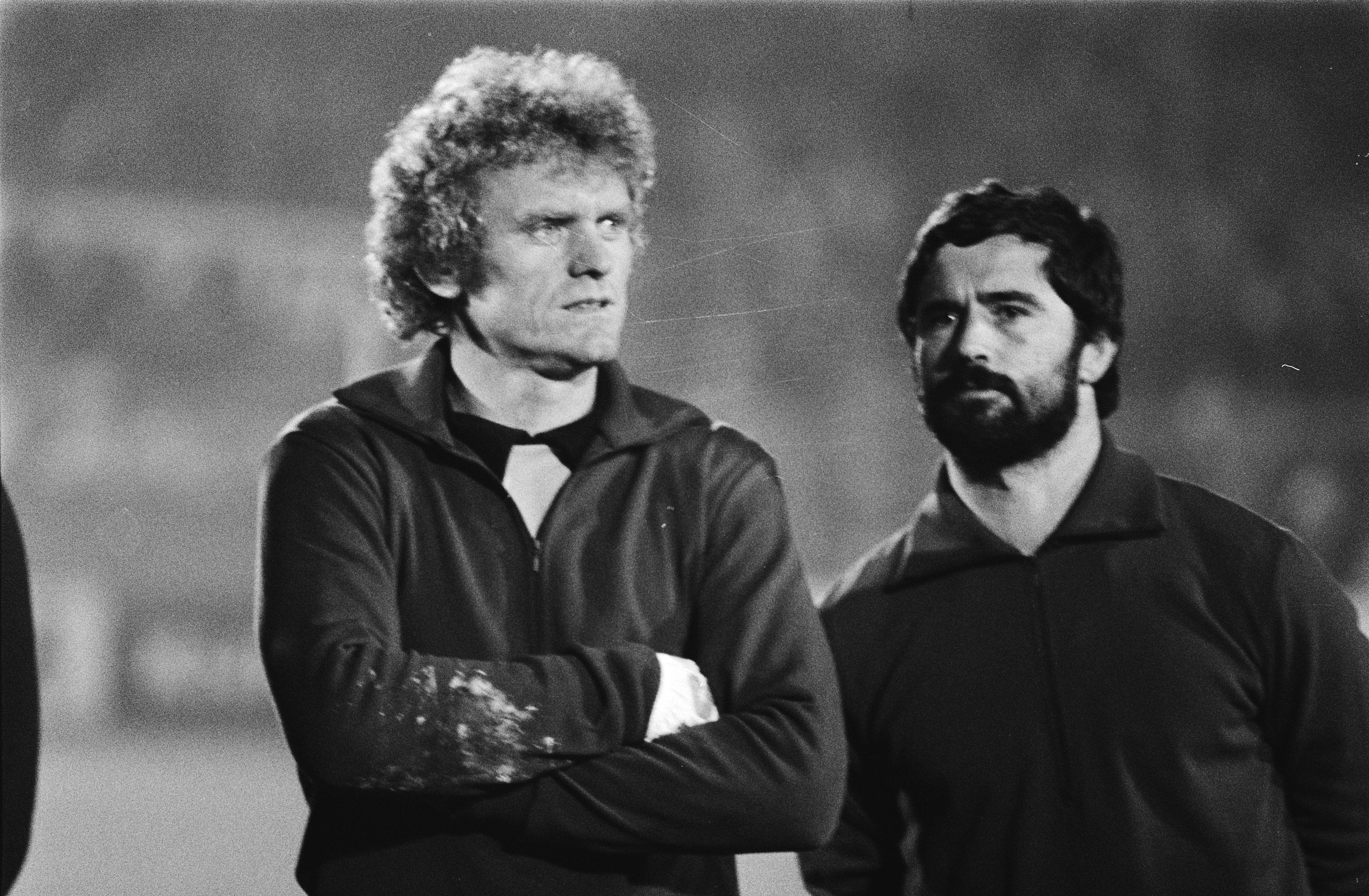
Зепп Маєр (ліворуч) і Герд Мюллер (праворуч)

- Франц Бекенбауер (1963–1977)
- Франц Рот (1966–1978)
- Герд Мюллер (1964–1979)
- Улі Генесс (1970–1978)
- Зепп Маєр (1962-1980)
- Ганс-Георг Шварценбек (1966–1981)
- Пауль Брайтнер (1970–1974, 1978–1983)
- Карл-Гайнц Румменігге (1974—1984)
- Жан-Марі Пфафф (1982–1988)
- Андреас Бреме (1986—1988)
- Клаус Аугенталер (1976–1991)
- Штефан Ройтер (1988–1991)
- Жан-П'єр Папен (1994–1996)
- Юрген Клінсманн (1995—1997)
- Томас Гельмер (1992–1999)
- Маріо Баслер (1996–1999)
- Лотар Маттеус (1984–1988, 1992–2000)
- Штефан Еффенберг (1990–1992, 1998–2002)
- Джоване Елбер (1997–2003)
- Біксант Лізаразю (1997–2006)
- Міхаель Баллак (2002—2006)
- Мехмет Шолль (1992–2007)
- Хасан Саліхаміджич (1998–2007)
- Оуен Гаргрівз (2000–2007)
- Олівер Кан (1994–2008)
- Мірослав Клозе (2007–2011)
- Бастіан Швайнштайгер (2002—2015)
- Філіпп Лам (2001–2017)
- Франк Рібері (2007–2019)
- Анатолій Тимощук (2009–2013)
- Роберт Левандовський (2014–2022)

## Інше

### Вболівальники
Найчисельніша вболівальницька група підтримки німецького клубу формувалася ще з часів зародження команди. Репутація народної команди манила молодь та прихильників спорту, а очільники клубу намагалися підтримувати цю прихильність. Визначальним став 1932 рік, коли мюнхенці пробилися до фіналу всенімецької першості. 11 червня, за день до фіналу, 500 фанатів Баварії сіли на велосипеди. Перед стартом "Тур Мюнхен-Нюрнберг" представник клубу звернувся до фанатів з короткою промовою, просячи їх не пускатися у всі тяжкі й не заплямувати честь клубу в серці Франконії. Потім уболівальників чекав 170-кілометровий марафон під палючим літнім сонцем.